# Marcos Soares
Marcos Pinto Rizzo Soares né le 16 février 1961 à Rio de Janeiro, est un skipper brésilien.

## Palmarès
- Médaille d'or en 470 aux Jeux olympiques d'été de 1980 (avec Eduardo Penido)[1].